# 九条竴子
九条 竴子（くじょう しゅんし/よしこ、承元3年5月22日（1209年6月25日） -  天福元年9月18日（1233年10月22日））は、鎌倉時代の后妃、国母、女院。後堀河天皇の中宮で、四条天皇と暤子内親王の母。女院号は藻璧門院（そうへきもんいん）。父は摂政関白左大臣九条道家、母は太政大臣西園寺公経女・掄子（綸子）。摂政関白左大臣九条教実、二条家の祖となった関白左大臣二条良実、鎌倉幕府第4代将軍・藤原頼経、一条家の祖となった摂政関白左大臣一条実経らは同母弟にあたる。

## 来歴
寛喜元年（1229年）入内、同年11月3日に従三位に叙位、23日に女御となり、翌寛喜2年（1230年）2月16日中宮となる。寛喜3年（1231年）2月12日に第一皇子秀仁親王（四条天皇）を、翌年第四皇女・暤子内親王を産む。貞永2年（1233年）4月3日院号宣下を被り藻璧門院を号す。同年（改元して天福元年）9月18日、皇子を死産したうえ自身も落命した。
短い生涯の中で竴子自身は特に和歌の作品は残していないが、彼女のもとに出仕していた女房には「己が音の少将」として知られる藻璧門院少将や藻璧門院但馬、さらには藤原定家女の後堀河院民部卿典侍など当時一流の歌人たちが名を連ねていたことでも知られる。

## 逸話
- 東福寺を築いた父・九条道家は自らの祖先であるとともに摂関政治の全盛期を築いた藤原道長を強く意識していた[2]。姉である九条立子の院号「東一条院」は道長を寵愛してその出世を助けた姉の藤原詮子（一条天皇生母）の院号「東三条院」を[3]、正室である西園寺掄子は道長の正室である源倫子を[4]意識した命名とされ、長女でかつ初めて天皇の后として入内する竴子には道長の長女で一条天皇の后になって2代の天皇の生母になった藤原彰子（上東門院）の再来を期待したと言われている。このため、入内直前に竴子の諱を定める際に道家は側近の菅原為長や藤原定家らと候補を絞ったが、その時道家は彰子の「彰」の字の一部が用いられている「彦子」と「竴子」に拘った。定家が即位前に病死した醍醐天皇の皇太子保明親王の諡号に似た「彦子」は不吉と進言したこともあり、道家は「竴子」に決めた[5]。道家は竴子が入内した際には定家や藤原行能に命じて彰子の例に倣って和歌屏風を造らせ（行能は彰子の和歌屏風の和歌部分を執筆した藤原行成の子孫）[6]、竴子が懐妊すると藤原兼家・道長父子ゆかりの石山寺に参詣して皇子出産を祈願している[7]。竴子が四条天皇を生んだことで道家は天皇の外祖父になれたものの、竴子は早世してしまう。だが、道家は彼女の忘れ形見である四条天皇に入内させる自身の娘には藤原詮子にちなんだ「佺子」、同じく孫娘にはかつて一度は断念した「彦子」の名を与えたのであった[8]。
- 竴子はその美貌により後堀河院の寵愛が深かった（「后容貌姝艷 寵遇無比」[9]）。その竴子は「いひしらぬほどの美人」だったが、妹の全子も「ためしなき程の美人」だったため尚侍に任じられたという[10]。
- 竴子が入内するにあたり、当代一流の歌人達に歌の詠進が依頼され、屏風が製作された（『寛喜元年女御入内屏風』）。藤原家隆の一首[11]は『百人一首』にも採られている。

- 女院号の「藻璧門院」は、大内裏宮城十二門のひとつ西面の藻壁門の名称から採られているが、「壁」の字は下のつくりの「土」を「玉」にした「璧」（意味は宝石）の字に差し替えられている。つまり門の名称としては「藻壁門院」が正しいのだが、女院号およびそれを呼称に冠した女房名においては「藻璧門院」が正しい。しかしこの両者は古来混同されることが常で、行書体では「壁」と「璧」を判別することが難しいこともあって、書写の際に女院号を門の名称で書いてしまうことが非常に多かった。
- 実はこの「藻壁門院」ないし「藻璧門院」という女院号、正治2年（1200年）に後鳥羽天皇の中宮だった九条任子に院号宣下があった折にも、その院号定めの席上で提案されたことがあった。しかしこのときは任子の父・九条兼実が、「藻」字がいかにも不気味で不吉であること、また「壁」と「璧」が混同されやすいことなどを理由に藻壁門はそもそも女院号には用いるべきではないと反対し[12]、結局この案は破棄されて「宜秋門院」に改められたという経緯がある[* 3]。それから33年を経た竴子の院号定めにあたっては、二条定高や堀川具実らが「壁」を「璧」に差し替えた「藻璧門院」を主張した結果[12]、これが通ってしまったのである。以前の宜秋門院の院号定めの時の経緯を熟知していた藤原定家は、その日記『明月記』の中で、この決定が「殊以存外」「驚而可驚」と驚き呆れ果てていることを記し[13]、さらにこの院号については宜秋門院もどうしたものかという疑問を抱いていたことを書き留めている[* 4]。
- 定家はその日記『明月記』において、悪天候の中で難産の情報を耳にしての不安、自他の悲嘆や周章の様子等と共に、医師兼僧侶として現場に立ち会った興心房から、出産と死亡の詳しい経過を聞いて記録している[14]。当時の人々の意識の上で二重の穢れであるこのような場面の具体的な記録は珍しい。9月13日から容態が変化し（出産予定は翌月だったらしい）、「物の怪」に苦しめられていると周囲が憂慮するような状態[* 5]を繰り返した。17日の午後から強い陣痛が周期的に見られ、18日に至って皇子を産むが逆子の状態で既に死亡していた。この記録により、父道家や弟良実が出産現場に立ち会い、産婦の腰を支えるなど助産を行っていたことがわかる。そして産後も胎盤が降りず、体力を消耗しきった竴子が危篤状態に陥ったため、急遽興心房を導師として授戒が行われた。言葉を発する力も残ってはいなかったが、導師の言葉に頷きつつ、第七戒に至って絶命したという。事切れる直前に戒を授かったという報告を聞いて、定家は「今此の如く聞けば、此の如き急難の中、善人の御終歟」と、せめてもの慰めとしている。遺体には女房が衣を掛け、別室に移動して仰臥させて、髪を剃り袈裟を着せ念珠を持たせて出家姿を整えた。同月二十四日夜に入棺[15]、三十日に東山御堂そばに埋葬された[16]。
- 竴子の死後まもない21日に定家の子である藤原為家が参内したところ、後堀河院はひたすら泣き続けるばかりで「無御言語 而御落涙之間又咽涙」という有様だったという[17]。元来病弱だった後堀河院は、傷心に沈む中ますます衰弱した[* 6]。翌年、法勝寺の法華八講に出席した後堀河院と摂政九条教実は、大塔の三層に生前の姿そのままの竴子を見たが、他の者には見えなかった[* 7]。この年の6月に九条廃帝（仲恭天皇）、8月に後堀河院、翌年3月には教実と、竴子の後を追うように次々と関係者が没したが、その原因として、承久の乱で配流となった隠岐院（後鳥羽院）の生霊や、天台座主就任を果たせず道家を怨んで死んだ十楽院僧正仁慶の怨念が関与していると噂された[* 8]。
- 死後しばらく経った頃、竴子がある人の夢に現れて歌を詠んだ[18]。

定家はこれを、竴子が弥勒の浄土で暮らしていると解釈している。また後堀河院民部卿典侍によれば、竴子の夢告を受けて、女房達の間で嵯峨の釈迦如来が信仰を集めているという。一方、延応元年（1239年）5月、道家病悩の際に九条家の女房に憑いた天狗の託宣として、竴子の霊は成仏せず仁慶と共に洛北蓮台野に留まっているとの言説もあった。
- 滋賀県犬上郡多賀町に存在した中世寺院敏満寺の一院「西福院」は、藻璧門院の御願寺として創建され、その近くに営まれた石仏谷墓地は、藻璧門院の供養塔や墓所を原型として拡大していったのではないかと推測されている[20]。

## 補注